# Приштинска синагога
Приштинска синагога је јеврејска синагога у Приштини. Саграђена је у 19. веку на југоистоку приштинске чаршије. Данас је неактивна и под управом Музеја Косова и Метохије. Синагогу је посећивала јеврејска заједница током суботњих ритуала познатих као Шабат.

## Историја
Саграђена је у 19. веку. Јевреји који су живели у Приштини су били власници многих продавница, а њихове куће су биле дуж Диван Јоли улице. Године 1960. Синагога је била постављена у двориште стамбеног комплекса Еминђик. Један је од од последњих објеката старе приштинске чаршије која још увек постоји. Данас се налази под управом Музеја Косова и Метохије и истовремено је дом центара за савремену уметност — Стацион.